# Kapi Okap
Kapi Okap – schronisko w rezerwacie przyrody Diable Skały. Rezerwat znajduje się w szczytowych partiach wzniesienia Bukowiec (530 m), we wsi Bukowiec, w województwie małopolskim, w powiecie nowosądeckim, w gminie Korzenna. Pod względem geograficznym jest to obszar Pogórza Rożnowskiego, będący częścią Pogórza Środkowobeskidzkiego.
Schronisko znajduje się w skale Kapa, pod okapem jej południowo-wschodniej ściany. Za dużym otworem znajduje się korytarzyk o długości 4 m, szerokości 1,8 m  i wysokości 0,5 m. Jest w całości widny i poddany wpływom atmosferycznych. Zwierząt i roślin nie obserwowano.
Schronisko wytworzyło się w piaskowcu ciężkowickim. Jego dno tworzy gleba.
Schronisko zapewne znane było od dawna, ale w literaturze nie wzmiankowane. Pomierzył go T. Mleczek 15 kwietnia 2009 r. On też wykonał jego plan i opis.

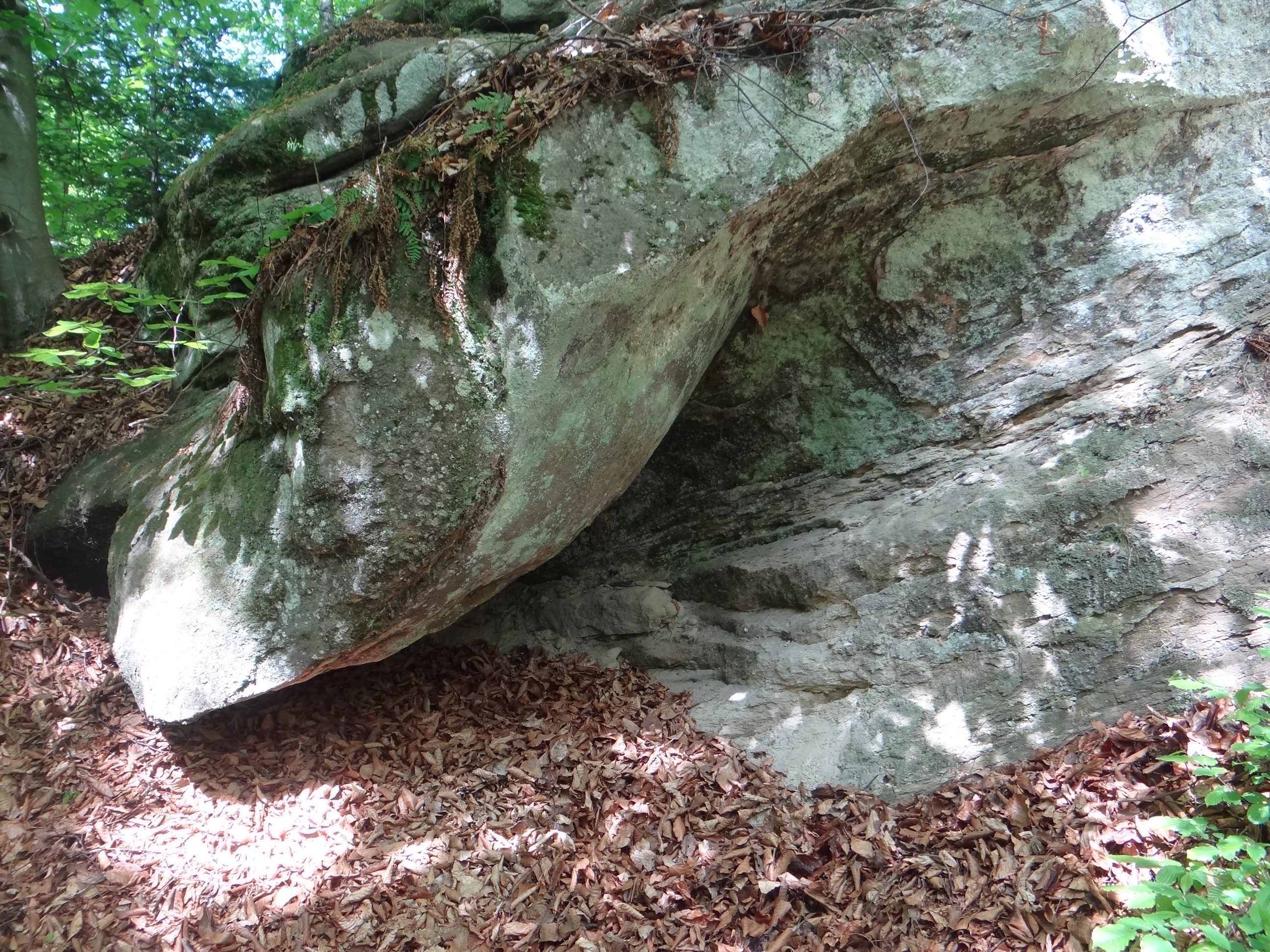
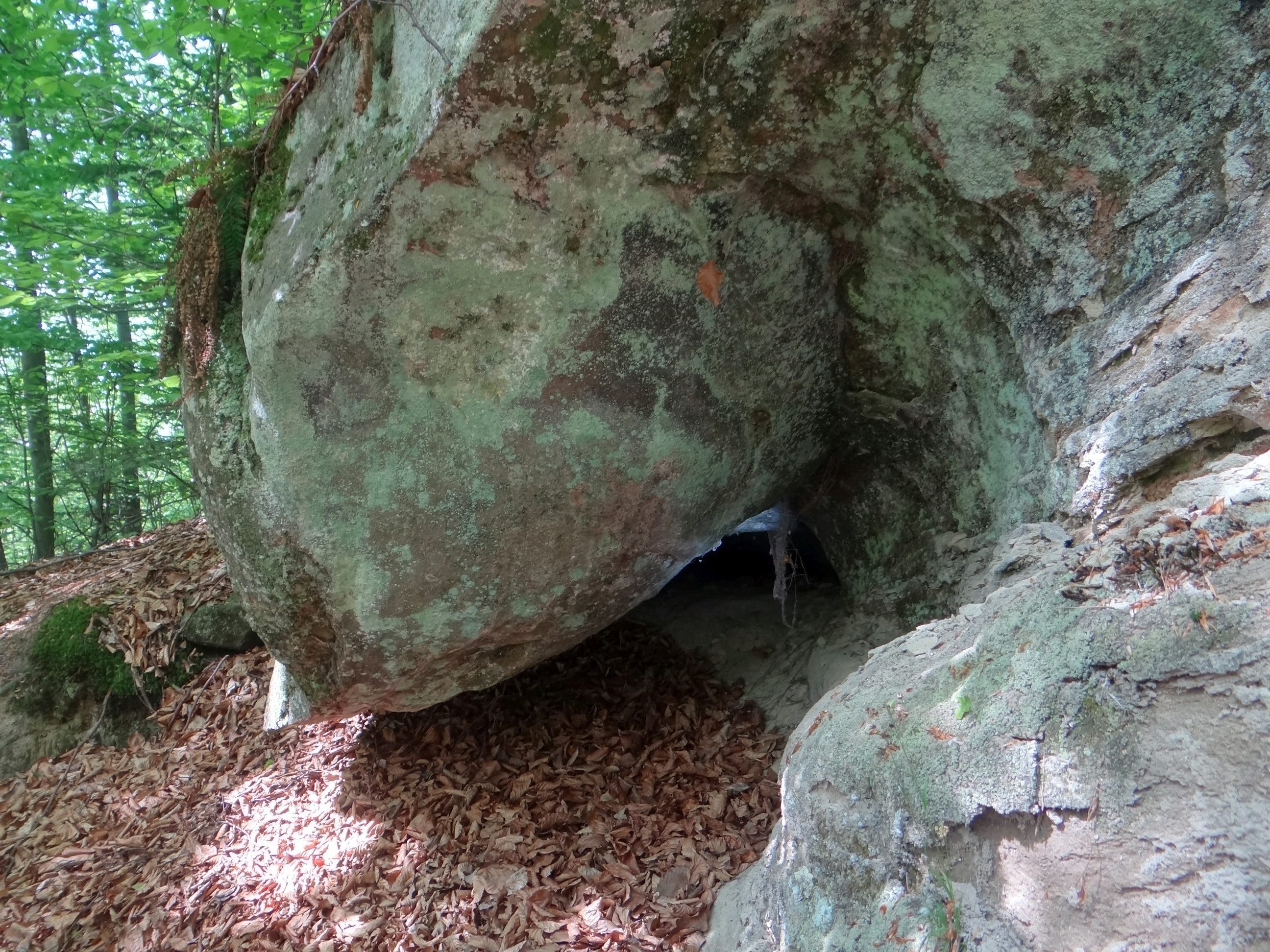
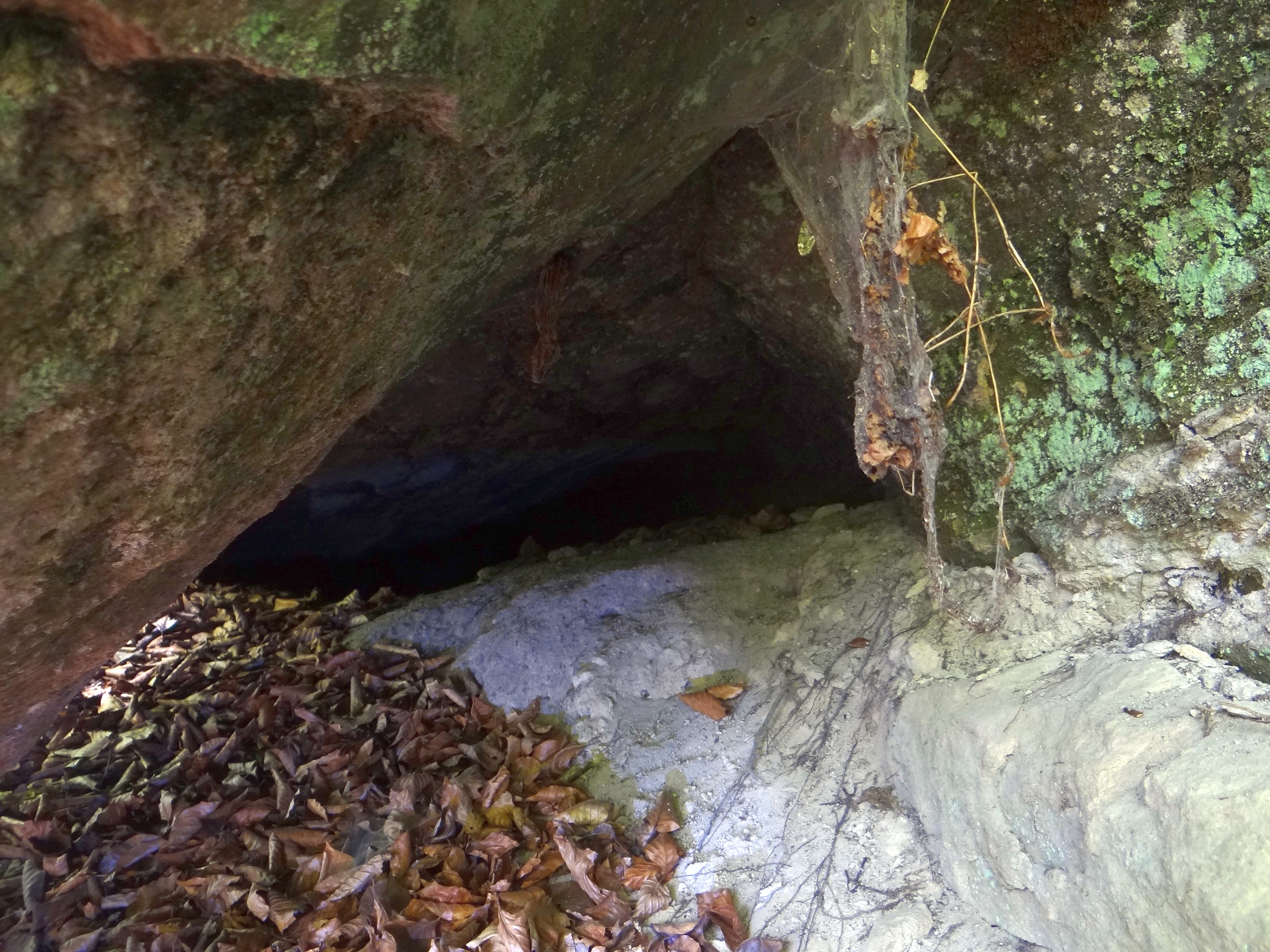